# The Crew Motorfest
The Crew Motorfest je závodní videohra vyvinutá studiem Ubisoft Ivory Tower, kterou vydala společnost Ubisoft. Jedná se o pokračování hry The Crew 2 (2018) a zároveň o třetí hru ze série The Crew. Hra se odehrává v prostředí otevřeného světa na havajském ostrově Oahu. Hra vyšla 14. září 2023 pro PlayStation 4, PlayStation 5, Windows, Xbox One a Xbox Series X/S.

## Hratelnost
The Crew Motorfest se odehrává na havajském ostrově Oahu. Tématem hry je festival, který slouží jako hlavní oblast pro přístup k různým událostem ve hře, což je podobné jako v sérii her Forza Horizon. Hratelnost je podobná hratelnosti předchozích her série, obsahuje funkce online multiplayeru označované ve hře jako „klan“ a také možnost ovládat jiná vozidla než auta, například letadla a lodě.

## Vývoj
Motorfest vyvinulo studio Ubisoft Ivory Tower. Hra byla během vývoje interně známá jako Project Orlando až do října 2022, kdy byl odhalen název a prostředí hry. Dne 31. ledna 2023 byl vydán teaser trailer. Uzavřené testovací období pro Motorfest na PC začalo 1. února 2023, testování pro konzole přišlo později. Dne 21. července byla spuštěna beta verze pro PlayStation 5, Xbox Series X/S a Windows.

## Vydání
Hra vyšla 14. září 2023 pro PlayStation 4, PlayStation 5, Windows, Xbox One a Xbox Series X/S. Novináři si všimli podobnosti mezi Motorfestem a hrami Test Drive Unlimited a Test Drive Unlimited 2, na kterých dříve pracovalo několik vývojářů z Ivory Tower a které mají jako hlavní prostředí také ostrov Oahu.